# St. Jakobus (Guldental)
Die römisch-katholische Kirche St. Jakobus in Heddesheim, einem Ortsteil von Guldental im Landkreis Bad Kreuznach in Rheinland-Pfalz steht als Kulturdenkmal unter Denkmalschutz. Ihre Anschrift ist Hauptstraße 8. Patron der Kirche ist der Apostel Jakobus der Ältere.

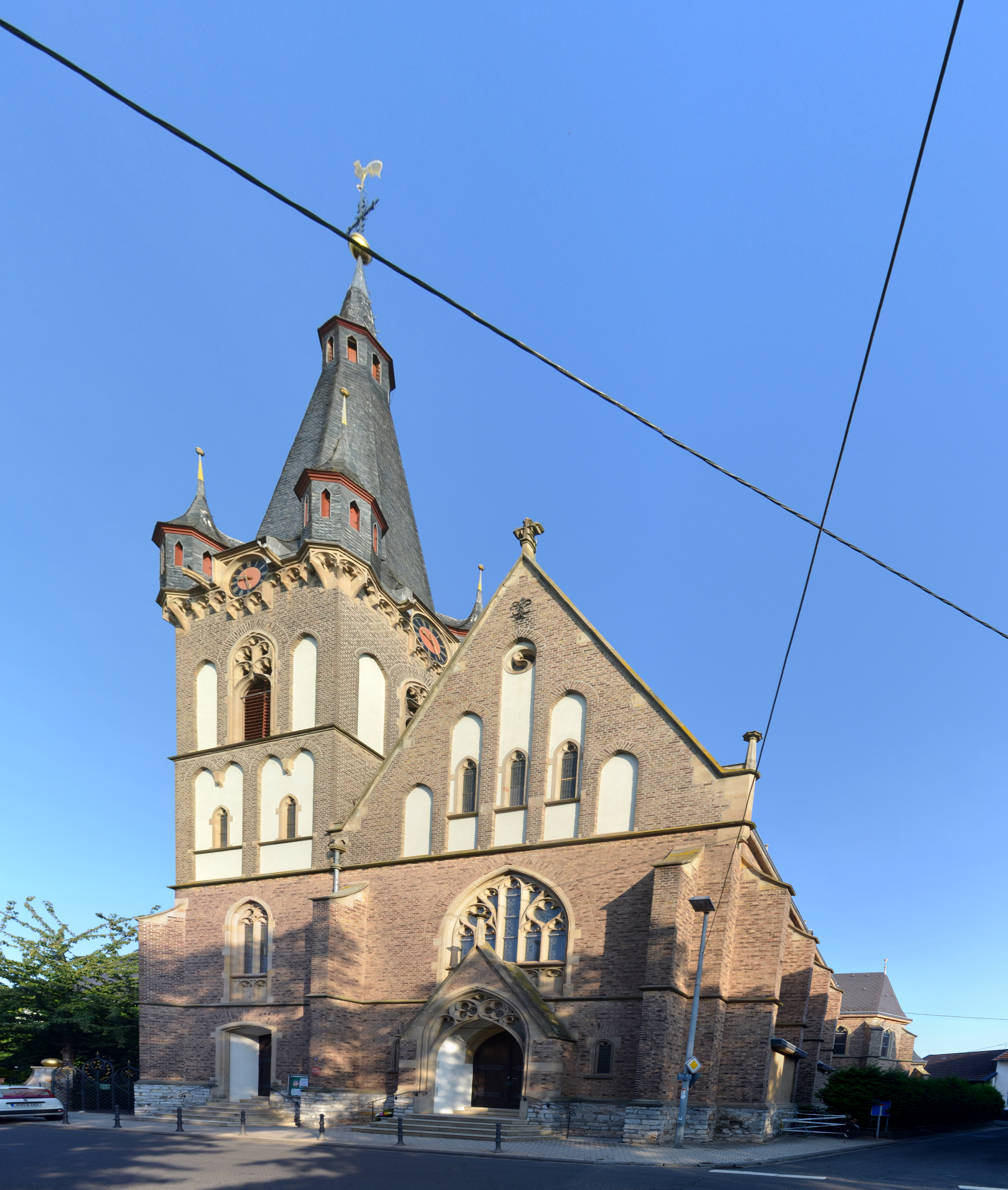
St. Jakobus

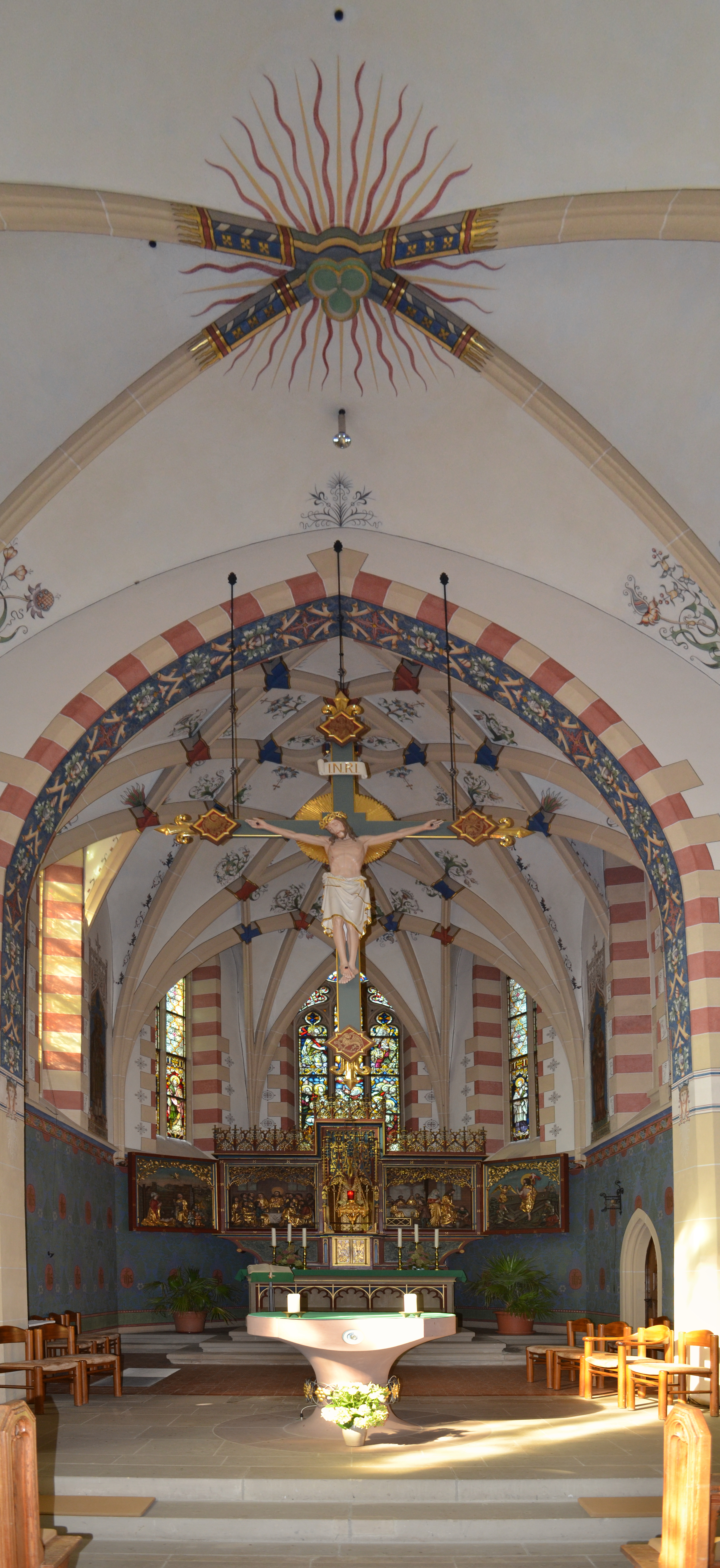
Altarraum mit Kreuz

## Architektur

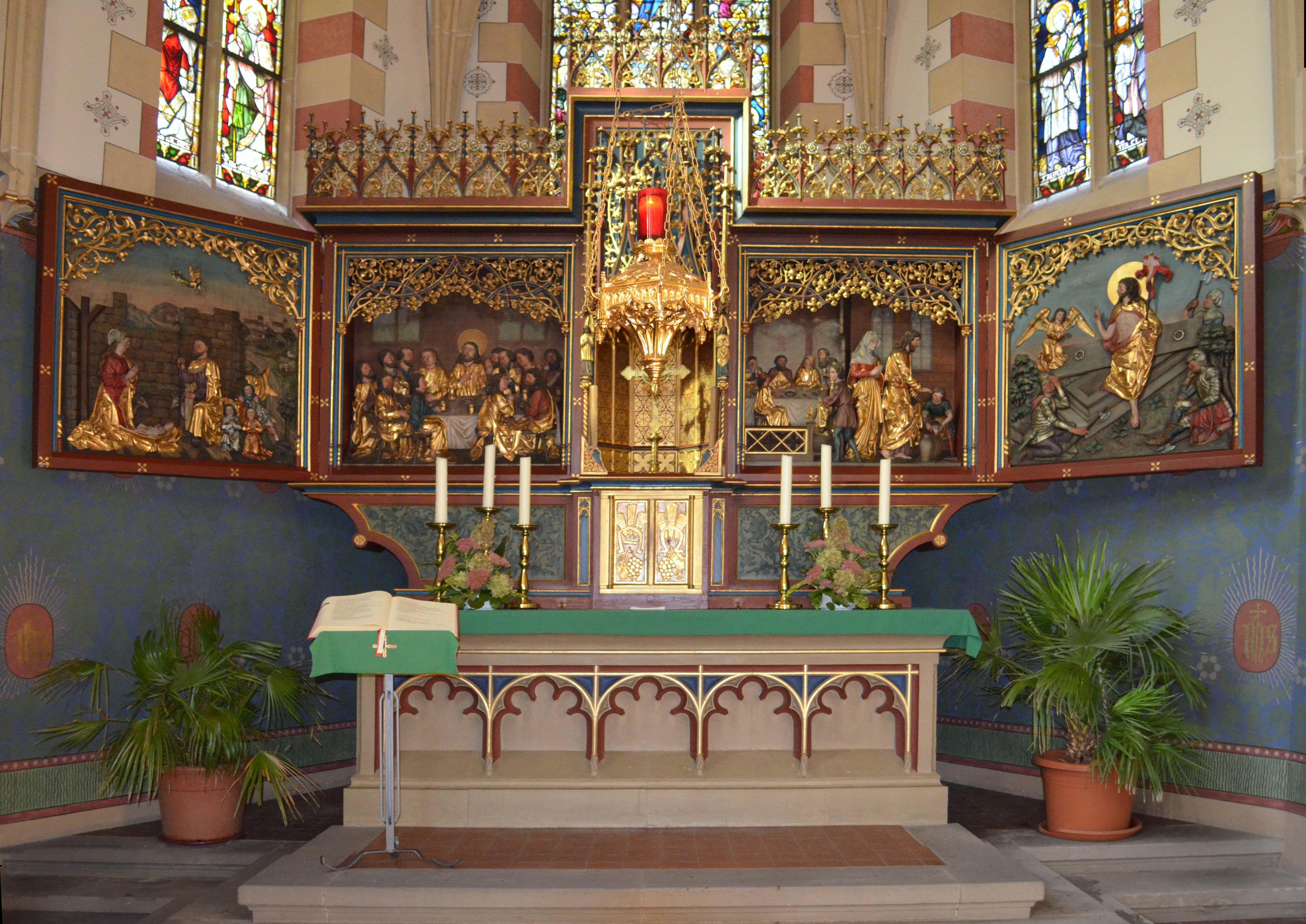
Altar

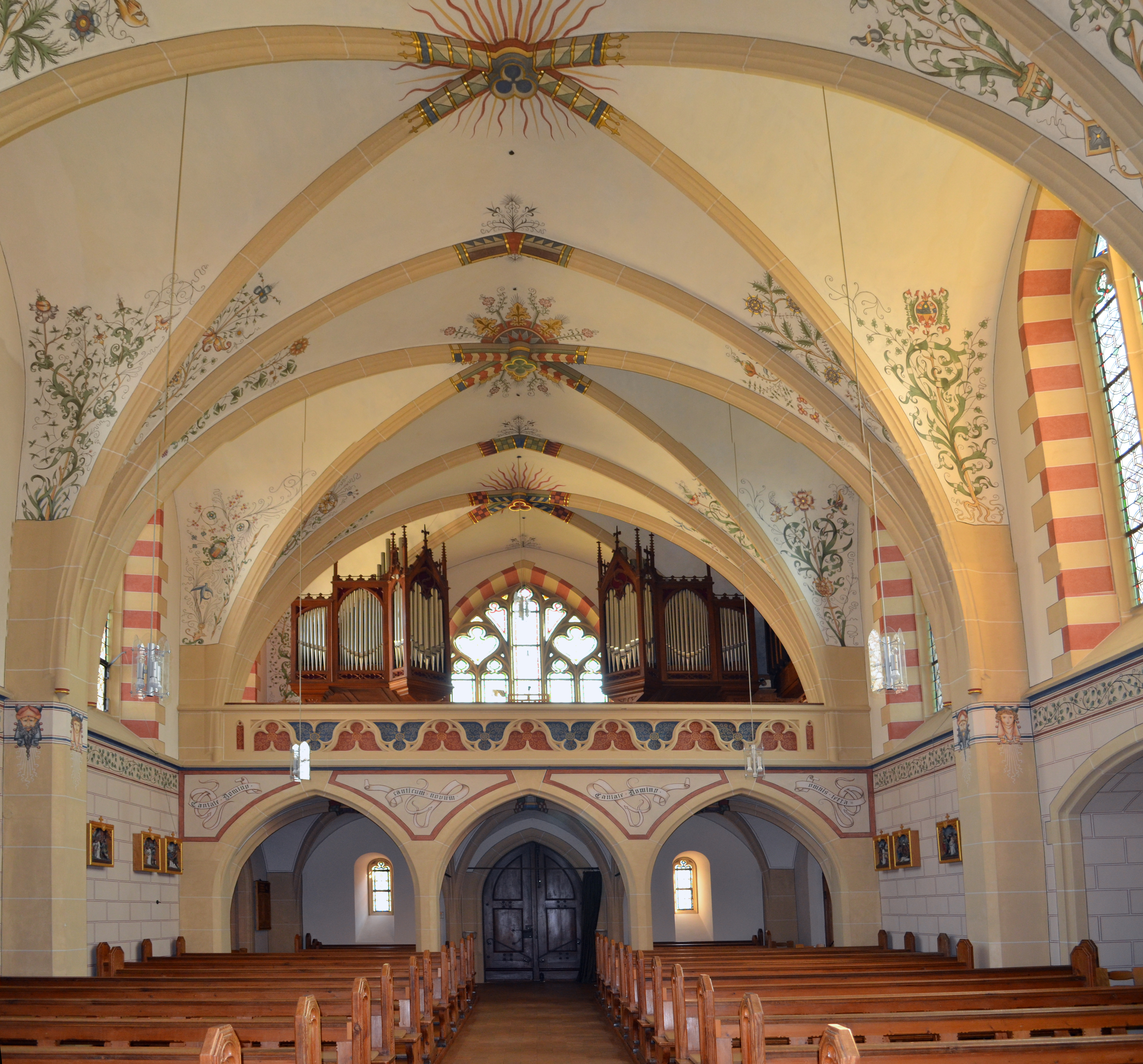
Orgel

Die Pfarrkirche wurde zwischen 1894 und 1896 nach Plänen des Diözesanbaumeisters Max Meckel erbaut. Die Kirche im neugotischen Baustil ist außen 30 und innen 27 Meter lang und etwa 16 Meter breit. Die Seitenkapellen haben eine Breite von etwa 3,5 Meter. Die Scheitelhöhe des Mittelschiffs beträgt etwa 9,5 Meter, der Turm hat eine Höhe von etwa 40 Metern. Die Weihe der Kirche erfolgte am 4. Juni 1896 durch den Trierer Weihbischof Karl Ernst Schrod.
Die drei Glocken der Kirche aus dem Jahr 1896 stammten von der Glocken- und Kunstgießerei Rincker. 1917 wurden diese Glocken zu Kriegszwecken eingeschmolzen. 1947 wurden drei neue Glocken geweiht.

## Altar
Der Flügelaltar wurde 1896 von der Kunstanstalt J. Rothermundt in Nürnberg hergestellt und in der Kirche als Hochaltar aufgestellt. Links außen befindet sich eine geschnitzte Darstellung der Geburt Jesu, daneben eine des letzten Abendmahls. Auf der rechten Seite ist achsensymmetrisch die Darstellung der Hochzeit zu Kana und der Auferstehung Jesu Christi zu sehen. Auf der Rückseite der Tafeln finden sich jeweils drei geschnitzte Darstellungen von Heiligen. Auf der linken Seite sind dies Elisabeth von Thüringen, Jakobus d. Ä. und Barbara von Nikomedien, auf der rechten Laurentius von Rom, Katharina von Alexandrien und Stephanus.

## Kreuz im Altarraum
Der Altarraum wird optisch durch ein aufgehängtes überdimensionales Kreuz bestimmt. Dieses Kreuz wurde durch Matthias Zens in Gent geschaffen und am 6. Dezember 1919 im Triumphbogen der Kirche angebracht. Es wurde von Elisabeth Schall gestiftet.

## Orgel
Die Orgel stammt aus dem Jahr 1928 und wurde durch den Orgelbaumeister Peter Klein aus Obersteinebach hergestellt. 1989 erfolgten der Umbau und die Erneuerung der Pfeifenorgel durch die Firma Oberlinger aus Windesheim für Kosten von 62.204 DM.

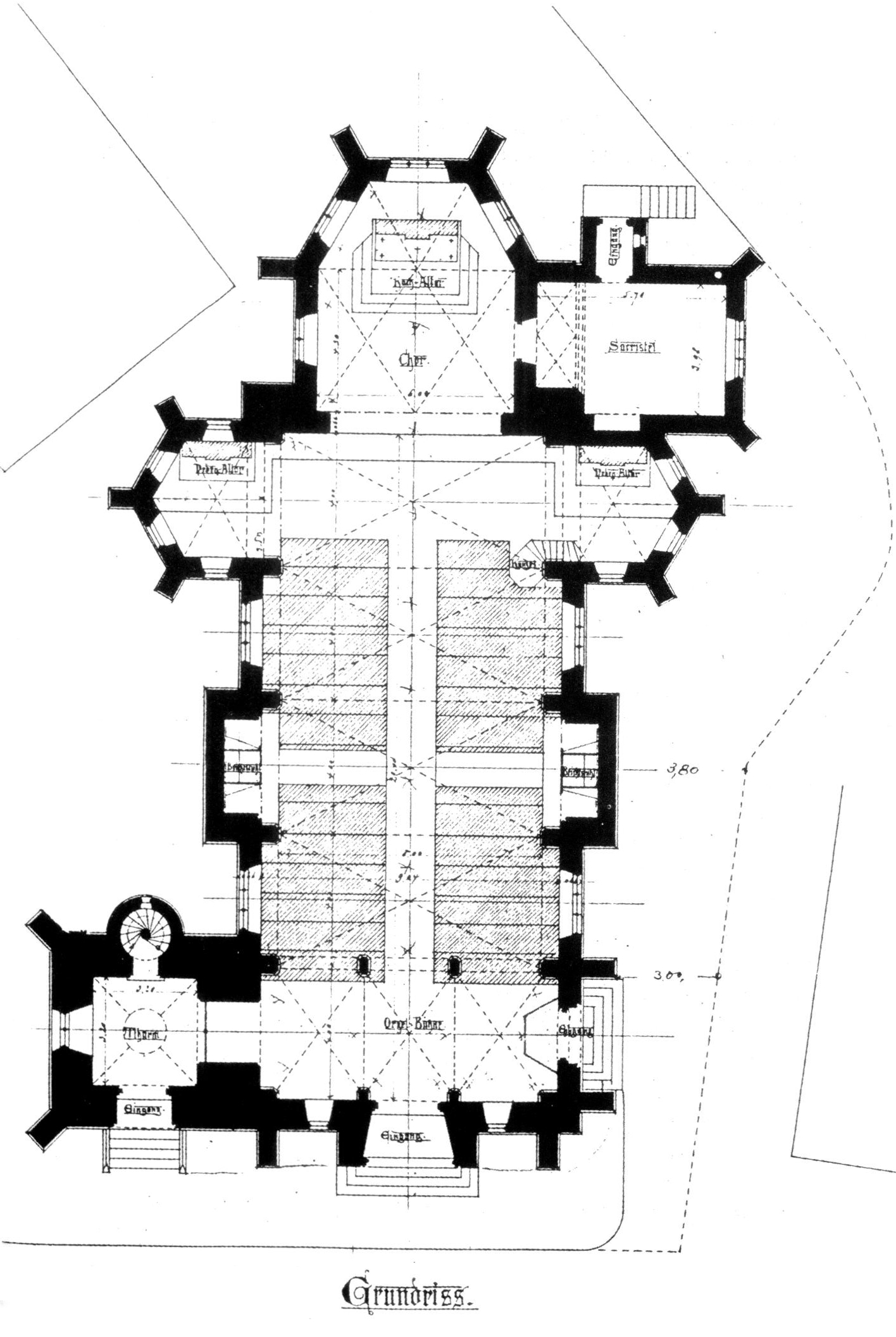
Grundriss der Kirche
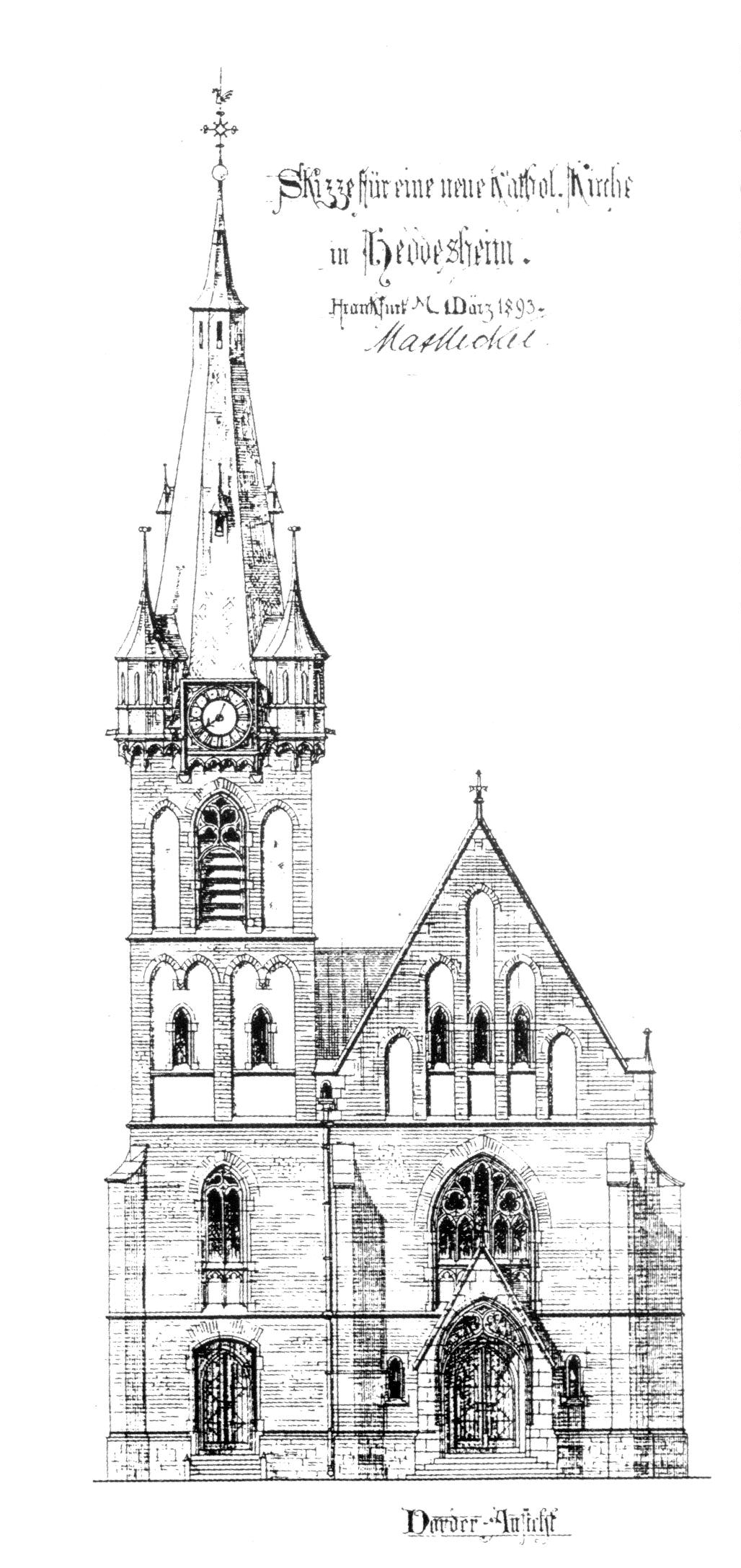
Frontansicht der Kirche